# Tootagit-kiiyaahaang
Tootagit-kiiyaahaang, banda Kato Indijanaca iz sjeverozapadne Kalifornije, nastanjena sjeverozapadno od Laytonvillea, u kraju poznatom kao "Redemeyer's Place". Jedino poznato selo bilo im je Tootagit (water-between). Banda je poznata i kao "Between the Streams Band." 

## Vanjske poveznice
- Cahto Band Names